# Абрамов, Николай Васильевич (ботаник)
Никола́й Васи́льевич Абра́мов (1942—2010) — советский и российский ботаник, доктор биологических наук, профессор, исследователь марийской флоры, заслуженный деятель науки Республики Марий Эл, почетный работник высшего профессионального образования Российской Федерации.

## Биография
В 1964 году Н. В. Абрамов окончил факультет естествознания Марийского государственного педагогического института им. Н. К. Крупской по специальности «биология и химия» с присвоением квалификации «учитель биологии и химии средней школы». После окончания института его оставляют работать на кафедре ботаники в должности ассистента.
В 1968—1971 годах Николай Васильевич учился в аспирантуре на кафедре ботаники Ленинградского государственного педагогического института им. А. И. Герцена. Кандидатская диссертация «Эфемеры Юго-Западного Памира и их географические связи» (защита в 1973 году), научный руководитель — доктор биологических наук, профессор В. В. Письяукова. Николай Васильевич нашел на Памире неизвестное растение и в 1971 году описал новый вид Юнона Запрягаева (Juno zaprjagajevii N.V.Abramov).
С 1972 года Н. В. Абрамов начинает детальное исследование флоры Марийской АССР. За период работы с 1972 по 1982 годы Н. В. Абрамовым был составлен предварительный список растений, насчитывающий 1150 видов и подвидов. С 1982 года он начинает проводить детальные исследования в каждом из выделенных им природных (ботанико-географических) районов республики: Ветлужско-Юшутском, Оршанско-Кокшайском, Северо-Восточном, Восточном, Юго-Западном (Правобережном), Южном. Николай Васильевич отмечает, что флора Республики Марий Эл, несмотря на незначительную территорию (площадь 23,3 тыс. км²), довольно богата и разнообразна. Это связано с тем, что республика расположена в двух подзонах лесной зоны: южной тайги (её северо-восточная часть) и смешанных (хвойно-широколиственных и широколиственно-хвойных) лесов. По итогам этой работы в 1995 году был издан «Конспект флоры Республики Марий Эл», включающий сведения о 1359 видах и подвидах дикорастущих, заносных и одичавших растений.
К 2000 году Н. В. Абрамовым был обобщен огромный фактический материал по флоре республики. Он указывал, что природная флора Республики Марий Эл представлена 969 видами (без учёта микровидов одуванчика лекарственного) из 377 родов и 103 семейств, а адвентивная флора представлена 301 заносным видом. Эти обобщения легли в основу его докторской диссертации «Флора Республики Марий Эл: инвентаризация, анализ, районирование, охрана и проблемы рационального использования её ресурсов», которую он защитил в 2002 году. Впервые им было доказано, что флористическая граница на территории республики между среднеевропейской (неморальной) и евросибирской (бореальной) областями проходит по палеоруслу реки Волги. Николай Васильевич полный текст диссертации не писал, его публикации были настолько полными, что было возможным представить диссертацию в форме научного доклада.
В 1972 году с открытием Марийского государственного университета Н. В. Абрамов начинает работу по созданию гербария, который был зарегистрирован в 1998 году в международной системе гербариев мира с акронимом «YOLA». В 2010 году решением ученого совета Марийского государственного университета гербарию присвоено имя Н. В. Абрамова. По воспоминаниям в 2010 году доцента, заведующей гербарием, вдовы Л. А. Абрамовой (1946—2021): «Мы прожили в браке почти 41 год и вырастили троих детей. Но у Николая Васильевича был ещё четвёртый — Гербарий. К нему он бежал каждый день: в выходные и праздники (даже в Новый год). Гербарий, как ребёнок, тоже нуждался во внимании и уходе. В течение недели на занятиях студенты определяли растения, а в выходные Николай Васильевич „одевал“ их в бумажные рубашки и раскладывал по семействам и родам».
Н. В. Абрамов работал в Марийском государственном университете с его основания — ассистентом, доцентом, профессором, заведующим кафедрой, в 1989—1998 годах был проректором по научной работе. Работа в университете: ассистент (1972—1974) и старший преподаватель (1974) кафедры анатомии и физиологии растений; старший преподаватель (1974—1977), доцент (1977—1978), ученое звание «доцент» (1979), заведующий кафедрой ботаники (1978—1989); заведующий кафедрой ботаники, экологии и физиологии растений (1989—1990), проректор по научной работе (1989—1998), доцент кафедры ботаники, экологии и физиологии растений (1998—2003), заведующий кафедрой биологии растений (ботаники и микологии с 2008 года) (2003—2008), профессор кафедры ботаники и микологии (2009—2010).
В 1974 году он вступил в члены Всесоюзного ботанического общества, и в этом же году при кафедре ботаники им было организовано Марийское отделение этого общества, председателем которого он был до 1997 года.
Н. В. Абрамов внёс весомый вклад в развитие ООПТ Республики Марий Эл: изучал флоры заповедника «Большая Кокшага», национального парка «Марий Чодра» и заказников «Каменная гора», «Сурские Дубравы», «Горное Заделье».
В 1979 году выходит издание «Редкие и исчезающие растения Марийской АССР и вопросы их охраны». Полностью на материалах исследований автора в 1997 году составлена «Красная книга Республики Марий Эл: Редкие и нуждающиеся в охране растения марийской флоры», в которой приводятся сведения о 107 видах растений. Эта работа явилась основой дальнейших исследований. В 2013 году в издании «Красная Книга Республики Марий Эл» (том «Растения. Грибы») были использованы его очерки по ряду видов растений и Н. В. Абрамов был включен одним из авторов-составителей посмертно.

## Награды и почести
- 1987 — Заслуженный работник народного хозяйства Марийской АССР
- 1992 — Заслуженный деятель науки Республики Марий Эл
- 1998 — Почётный работник высшего профессионального образования Российской Федерации
- 2003 — Почётная грамота правительства Республики Марий Эл

В честь Н. В. Абрамова назван вид манжетки из Среднего Поволжья: Alchemilla abramovii Czkalov (2011).

## Труды
Н. В. Абрамовым опубликовано более 150 научных трудов и учебно-методических работ, некоторые из них:
- Абрамов Н. В. Новый вид рода Juno Tratt. с Юго-Западного Памира // Новости систематики высших растений. — 1971. — Т. 8. — С. 115—118.
- Абрамов Н. В. Редкие и исчезающие растения Марийской АССР и вопросы их охраны. — Йошкар-Ола : Знание, 1979. — 37 с.
- Абрамов Н. В. Дополнение к флоре Марийской АССР // Ботанический журнал. — 1989. — Т. 74, № 9. — С. 1357—1363.
- Абрамов Н. В. Сосудистые растения флоры Марийской АССР : учебное пособие. — Йошкар-Ола : Изд-во МарГУ, 1989. — 147 с.
- Абрамов Н. В. О произрастании Carex arnellii Christ (Cyperaceae) в Марийской АССР // Ботанический журнал. — 1990. — Т. 75, № 1. — С. 103—104.
- Абрамов Н. В., Папченков В. Г. Новые и редкие виды растений для флоры Среднего Поволжья и Марийской АССР // Ботанический журнал. — 1990. — Т. 75, № 2. — С. 270—271.
- Абрамов Н. В., Папченков В. Г. О новых и редких видах флоры Марийской АССР // Ботанический журнал. — 1992. — Т. 77, № 2. — С. 99—102.
- Абрамов Н. В. О новых и редких видах марийской флоры // Ботанический журнал. — 1994. — Т. 79, № 1. — С. 125—128.
- Абрамов Н. В. Конспект флоры Республики Марий Эл. — Йошкар-Ола : Изд-во МарГУ, 1995. — 192 с.
- Красная книга Республики Марий Эл : редкие и нуждающиеся в охране растения марийской флоры / сост. Н. В. Абрамов; под ред. В. Н. Тихомирова. — Йошкар-Ола : Марийское кн. изд-во, 1997. — 127 с.
- Абрамов Н. В. Флора Республики Марий Эл: инвентаризация, районирование, охрана и проблемы рационального использования её ресурсов : научное издание. — Йошкар-Ола : Изд-во МарГУ, 2000. — 164 с.
- Абрамов Н. В., Папченков В. Г. Флора национального парка «Марий Чодра» : научное издание. — Йошкар-Ола : Изд-во МарГУ, 2006. — 103 с.
- Глазунова К. П., Абрамов Н. В., Кодочигова О. В. Сравнительная характеристика ареалов микровидов рода Манжетка (Alchemilla L., Rosaceae) // Бюллетень Московского общества испытателей природы. Отдел биологический. — 2007. — Т. 112, вып. 5. — С. 30—39.
- Абрамов Н. В. Флора Республики Марий Эл : справочное пособие. — Йошкар-Ола : Изд-во МарГУ, 2008. — 196 с.
- Богданов Г. А., Абрамов Н. В. Ценопопуляции видов Красной книги Республики Марий Эл (растения) : научное издание. — Йошкар-Ола : Изд-во МарГУ, 2009. — 292 с.
- Богданов Г. А., Абрамов Н. В. Аннотированный список высших сосудистых растений заповедника / отв. ред. Н. В. Глотов. — Научные труды государственного природного заповедника «Большая Кокшага». — Йошкар-Ола : Изд-во МарГУ, 2011. — Вып. 5. — С. 39—108. — 405 с.